# CCM Kirumba Stadium
CCM Kirumba Stadium – piłkarski stadion w Mwanzie w Tanzanii. Stadion mieści 35 000 osób. Na stadionie grają zawodnicy klubów Pamba Mwanza i Toto Africans Mwanza.